# Do It For Your Lover
«Do It For Your Lover» — пісня іспанського співака Манеля Наваро для конкурсу  Євробачення 2017 в Києві, Україна. У фіналі, 13 травня, була виконана під номером 16, за результатами голосування отримала від телеглядачів та професійного журі 5 балів, посівши останнє, 26, місце.

## Список композицій
| Digital download | Digital download       | Digital download |
| #                | Назва                  | Тривалість       |
| ---------------- | ---------------------- | ---------------- |
| 1.               | «Do It for Your Lover» | 3:24             |